# El Sotolillo
El Sotolillo är en ort i Mexiko.   Den ligger i kommunen Villa Hidalgo och delstaten Zacatecas, i den centrala delen av landet, 400 km nordväst om huvudstaden Mexico City. El Sotolillo ligger 2 202 meter över havet och antalet invånare är 279.
Terrängen runt El Sotolillo är platt åt sydväst, men åt nordost är den kuperad. Terrängen runt El Sotolillo sluttar brant västerut. Runt El Sotolillo är det ganska glesbefolkat, med 43 invånare per kvadratkilometer. Närmaste större samhälle är Salinas de Hidalgo, 17,2 km norr om El Sotolillo. Omgivningarna runt El Sotolillo är i huvudsak ett öppet busklandskap.